# Den unge lotsen
Den unge lotsen (finska: Nuori luotsi) är en finländsk stumfilm från 1913, baserad på pjäsen med samma namn. Filmen regisserades av Kaarle Halme och producerades av Lyyra Filmi. En nyinspelning av filmen genomfördes 1928 och av 1913 års film har alla kopior gått förlorade.

## Medverkande[1]
- Konrad Tallroth - den unge lotsen Eero Luotola
- Oskar Krabbe - Vainio
- John Precht - Viklund
- Sigrid Precht - Evastina
- Theodor Weissman - Kanervo
- Hilma Rantanen - Annikki
- Mia Backman - Leena
- Jalo Lesche - lots
- Mandi Terho - okänd roll